# Thranius brunneus
Thranius brunneus es una especie de escarabajo longicornio del género Thranius, tribu Thraniini, subfamilia Cerambycinae. Fue descrita científicamente por Pascoe en 1869.

## Descripción
Mide 16-18 milímetros de longitud.

## Distribución
Se distribuye por Papúa Nueva Guinea.